# Operation Source
Operation Source var kodnamnet för en aktivitet som utfördes av Storbritannien under andra världskriget och avsåg att sänka det tyska slagskeppet Tirpitz vid Altafjorden, Norge. Ett antal miniubåtar byggdes och bogserades av en större ubåt från norra Skottland till Nord-Norge tillsammans med en grupp frivilliga och väl utbildade soldater. Den 22 september 1943 tog sig tre miniubåtar (X-5, X-6 och X-7) genom skyddsnäten runt Tirpitz och lyckades placera kraftiga sprängladdningar under fartyget. Två ubåtar (X-6 och X-7) upptäcktes från Tirpitz och besättningarna togs till fånga och befann sig på Tirpitz då sprängladdningarna detonerade men klarade sig och återvände så småningom till Storbritannien. Den tredje ubåten (X-5) besköts från Tirpitz och är sedan inte återfunnen.
Tirpitz fick så svåra skador att hon inte längre var stridsduglig, reparerades men anfölls upprepade gånger av såväl sovjetiska som brittiska bombplan och sänktes slutligen av brittiska Avro Lancaster-bombplan den 12 november 1944.